# 陳亮 (成化進士)
陳亮（1450年—?），字志明，直隸廣德州人，民籍，明朝政治人物。進士出身。

## 生平
早年出身國子生，成化十年（1474年）甲午科應天府鄉試第二十四名。成化十四年（1478年）戊戌科會試第六十八名，殿試登進士第三甲第九十八名。弘治十四年（1501年）官雲南安寧州知州。歷官思南府知府。

## 家族
曾祖父陳顯。祖父陳徽。父亲陳恕。母趙氏，繼母嚴氏。具慶下。娶胡氏。